# Elly Nauta-Moret
Elisabeth (Elly) Nauta-Moret (Den Haag, 5 februari 1917 – Renkum, 31 december 1960) was een Nederlands Militair en Engelandvaarder.

## Levensloop
Elly Moret was een dochter van accountant Johannes Jacobus Moret (1880-1945) en Elisabeth Frenk. Ze trouwde op 18 mei 1940 met Felix Ruurd Nauta, ook Engelandvaarder.
Tijdens de Tweede Wereldoorlog zat Nauta-Moret in een Leidse spionagegroep samen met haar vader, accountant Johannes Jacobus Moret, en haar echtgenoot Felix Nauta. Toen vader Moret gearresteerd werd, waren Elly en Felix bang dat zij ook gezocht werden. Na een jaar besloten zij naar Engeland te gaan. Elly zou alles organiseren. Ze vond een logger en een stuurman die mee wilde gaan om het roer over te nemen, nadat ze het schip gekaapt zouden hebben. Er kwamen nog vijf passagiers mee. Elly zorgde voor valse persoonsbewijzen en als bunkerbouwers kregen enkelen toegang tot het gebied rond de haven van IJmuiden. De anderen werden aan boord van de KW 134 gesmokkeld. Ze verstopten zich in de koelcellen die voor de vis bestemd waren. Op 7 april 1942 verliet het schip de haven. De Duitse controle was in die tijd nog niet zo grondig. Nadat de bemanning de netten had uitgezet, kwamen de verstekelingen uit de koelcellen. De bemanning bood geen weerstand, ze waren immers ook Nederlanders. Enige overredingskracht was wel nodig om naar Engeland te varen, want de bemanningsleden zouden hun gezin tot het einde van de oorlog niet terugzien. In Nederland werd het nieuws verspreid dat de KW 134 helaas vergaan was. 
Aan het einde van de oorlog meldde Elly Nauta zich aan bij het Vrouwen Hulpkorps (VHK) samen met Ellis Brandon, Els van Dien-Hendrix, Martha van Esso-Polak, Flora M.I. van der Laan, Rie Knapper en Emmy Rutten-Broekman. Op 13 november 1944 staken de zeven vrouwen over naar Oostende om geëvacueerde kinderen te helpen.

## Onderscheiding
- Bronzen Kruis[5]